# ホラーコメディ
ホラーコメディ（英語: horror comedy）は、コメディホラー（英語: comedy horror）とも呼ばれ、コメディとホラーフィクションの要素を組み合わせた文学や映画、テレビドラマにおけるジャンルのひとつである。

## 分類
ホラーコメディは、3つのタイプ、すなわち、「ブラックコメディ（black comedy）、パロディ（parody）、スプーフ（spoof）」に分類できるとされ、なかでもブラックコメディのジャンルとクロスオーバーすることが多い。

## 歴史
作家のBruce G. Hallenbeckは、ワシントン・アーヴィングの短編小説『スリーピー・ホローの伝説（The Legend of Sleepy Hollow）』を「最初にして偉大なコメディホラー物語」として挙げている。読者を「ある瞬間には笑わせ、次の瞬間には悲鳴を上げさせる」要素を持つ、この物語は、ハロウィンの祝日によく見られる悪ふざけを基とした作品であった。

## 展開構成
コメディホラーは、
- 『ショーン・オブ・ザ・デッド』　Shaun of the Dead（2004年）
- 『タッカーとデイル 史上最悪にツイてないヤツら』　Tucker & Dale vs. Evil（2010年）
- 『キャビン』　The Cabin in the Woods（2012年）
- 『ファイナル・ガールズ 惨劇のシナリオ』　The Final Girls（2015年）
- 『死霊のはらわた』シリーズ（英語版）　Evil Dead

などのように、ホラー作品における定番をパロディにしたり、笑いを込めて微妙に真似たりすることで、物語におけるユーモアの元としたり、そのような要素を活かして、物語の展開を別の方向へ持っていくこともある。

## 文学
ホラーとコメディは、ホラー小説の黎明期から互いに関連付けられていた。メアリー・シェリーの『フランケンシュタイン』が出版された直後から、コメディ的なパロディが登場した。エドガー・アラン・ポーはユーモアとホラーを連続した同じものの上にある概念と考え、19世紀の作家の多くが自らのホラー小説にブラックユーモアを取り入れていた。作家のロバート・ブロックは、両者を「同じコインの反対側」と表現した。

## 映画
ホラーコメディ映画では、ギャロウズユーモア（gallows humor）は共通の要素である。ホラーコメディ映画は観客に恐怖を与える一方で、ドラマ的なホラー映画にはない要素、すなわち、「恐怖を笑い飛ばしたり、映画的な雰囲気の墓場を口笛で通り過ぎたり、モンスターに捕まらないということを知って安心したりしても良い」という、ある種の心理的許可も提供している。
サイレント映画の時代、初期のホラーコメディ映画の素材は、文学ではなく舞台公演の演目からであった。例えば、『The Ghost Breaker』（1914年）は1909年の戯曲を原作としているが、この映画はコメディ要素よりもホラー要素の方が観客の興味をひくものだった。第一次世界大戦のトラウマを抱えたアメリカでは、映画の観客はスクリーンでホラーを観たがりながらも、ユーモアを交えた作品を求めていた。ホラーコメディ映画の「先駆け」となったのは、D・W・グリフィスが脚本・監督・製作を担当した『恐怖の一夜』（1922年）であった。彼は、舞台でのこの手のジャンルの成功に目を付け、映画として成り立つと予見していた。この映画では、ブラックフェイスといったコメディ的な演出もあるが、クライマックスの嵐にはハリケーンの映像が使われている。初期の頃は、ジャンルの融合といった試みにおいて、ホラーやコメディと様々なジャンルとのバランスが悪かったが、後の作品ではバランスが改善され、より洗練されたアプローチになっていった。VultureのCharles Bramescoは、『凸凹フランケンシュタインの巻』を商業的に成功した最初のホラーコメディ映画と位置づけている。その成功によって、このジャンルは正当化され、商業的にも成立するジャンルとして確立するようになった。
また、『絶叫計画』シリーズや『A Haunted House』など、ホラーコメディ映画の中には、人気ホラー映画のパロディとして成立している作品もある。

## テレビ
テレビにおけるホラーコメディの例は、

### シットコム
- 『マンスターズ（英語版）』　The Munsters (1964年 - 1966年)
- 『アダムズのお化け一家（英語版）』　The Addams Family (1964年 - 1966年)

にまでさかのぼり、近年では、

### グルーサム・スラップスティック
- 『死霊のはらわた リターンズ』　Ash vs Evil Dead (2015年 - 2018年)
- 『Stan Against Evil』 (2016年 - 2018年)

### モキュメンタリー
- 『シェアハウス・ウィズ・ヴァンパイア（英語版）』　What We Do in the Shadows (2019年 - )

### ドラマ
- 『iゾンビ（英語版）』　iZombie (2015年 - 2019年)

### コメディ
- 『Todd and the Book of Pure Evil』 (2010年 - 2012年)
- 『シャイニング・ヴェイル（英語版）』　Shining Vale (2022年 - )
- 『サンタクラリータ・ダイエット（英語版）』　Santa Clarita Diet (2017年 - 2019年)

### カートゥーン
- 『Beetlejuice』 (1989年 - 1991年)
- 『おくびょうなカーレッジくん』　Courage the Cowardly Dog (1999年 - 2002年)
- 『スクービー・ドゥー』シリーズ　Scooby-Doo

などがある。
近年におけるストリーミング配信サービスでの作品例では、
- 『アウルハウス』　The Owl House (2020年 - 2023年)
- 『ウェンズデー』　Wednesday (2022年 - )
- 『Don't Hug Me I'm Scared』 (2011年 - )

などが挙げられる。

## 書誌
- Hallenbeck, Bruce G. (2009). Comedy-Horror Films: A Chronological History, 1914–2008. Jefferson, NC: McFarland & Company, Inc.. ISBN 978-0-7864-3332-2